# 葫芦岛特大杀人案
葫芦岛特大杀人案是2003年2月18日發生在中华人民共和国遼寧省葫芦岛市连山区杨郊乡高和尚沟的一場兇殺案。高和尚沟村民郭忠民因为蔬菜大棚占地问题与本村村民刘长瑞、郭忠仁和张宝华3家产生纠纷，於2003年2月18日携带刀具和棍棒潜入三人房屋，刺死、打死13人后逃到山中躲藏。随后1000多名警察参与搜捕。2月22日晚，郭忠民從一家农药商店搶走1瓶农药。2月23日，郭忠民在绥中县叶家乡被包围后喝下农药自杀。

## 受害人
- 刘长瑞，62岁
- 刘长玉，59岁，刘长瑞之妻
- 刘玉梅，39岁，刘长瑞之女
- 刘猛，24岁，刘长瑞之女
- 刘长瑞之孙，12岁
- 刘长瑞之外孙女，5岁
- 刘长瑞之侄
- 刘长瑞之侄媳妇
- 郭忠仁
- 郭忠仁之妻
- 郭忠仁之子
- 张宝华
- 李国仁，张宝华之妻弟